# Trappistenabtei Azul
Die Trappistenabtei Azul (lat. Abbatia Beatae Mariae de Angelis; span. Monasterio trapense Azul) ist seit 1958 ein argentinisches Kloster der Trappisten in Azul (Provinz Buenos Aires), Bistum Azul.

## Geschichte
Die US-amerikanische Trappistenabtei Spencer gründete 1958 in Azul (200 Kilometer nordwestlich von Mar del Plata) das Kloster Nuestra Señora de los Angeles („Unsere Liebe Frau von den Engeln“), das 1969 zum halb-selbständigen Priorat, 1974 zum selbständigen Priorat und 1984 zur Abtei erhoben wurde.

## Obere, Prioren und Äbte
- Benedict Twadell (1958–1959)
- James Shine (1959)
- Owen Hoey (1959–1963)
- Francis (Alexandre) Dietzler (1963–1967)
- Augustine Roberts (1967–1984, 2002–2008)
- Bernardo Olivera (1984–1990, 2009–)
- Eduardo Gowland (1990–2002)
- José Otero (2008–2009)